# Palazzo Stratti
Le Palazzo Stratti, également connu sous le nom de casa Stratti, est un palais situé sur la Piazza Unità d'Italia à Trieste.

## Histoire
Le palais est construit en 1839 à la demande du marchand d'origine grecque Nicolò Stratti, qui en confie le projet à l'architecte Antonio Buttazzoni, élève de Matteo Pertsch, à l'époque l'un des concepteurs les plus appréciés de la ville. Stratti est une personnalité très en vue à Trieste étant, en plus d'être marchand et agent de change, également le directeur du Teatro Verdi et le fondateur de l'Istituto dei Poveri ; il veut une résidence qui renvoie une bonne image de lui,,.
Dès 1846, en raison de difficultés économiques, Nicolò Stratti est contraint de vendre le bâtiment à Assicurazioni Generali, l'actuel propriétaire. Dans la même période, l'historique Caffè degli Specchi est inauguré au rez-de-chaussée du bâtiment,.
Dans les décennies suivantes, l'aspect néo-classique du bâtiment est modifié par les restaurations menées par les architectes Andrea Seu, Eugenio Geiringer et Giovanni Righetti. Andrea Seu apporte des modifications à toutes les façades, en insérant des lésènes et en leur donnant un aspect plus symétrique en surélevant les corps latéraux et en modifiant la position des balcons.
Plus tard, en 1872, Geiringer et Righetti apportent une série de modifications à la façade sur la Piazza Unità d'Italia : le projet original de Buttazzoni considère en effet comme façade principale celle sur le passo di Piazza, imaginant que cette rue serait plus fréquentée du fait du passage des personnes se dirigeant vers le Teatro Verdi voisin, inauguré en 1801, et vers le Palazzo del Tergesteo en construction à la même période. La transformation urbaine de la place au début des années 1870 accroit l'importance de la façade qui la surplombe,,.

## Description

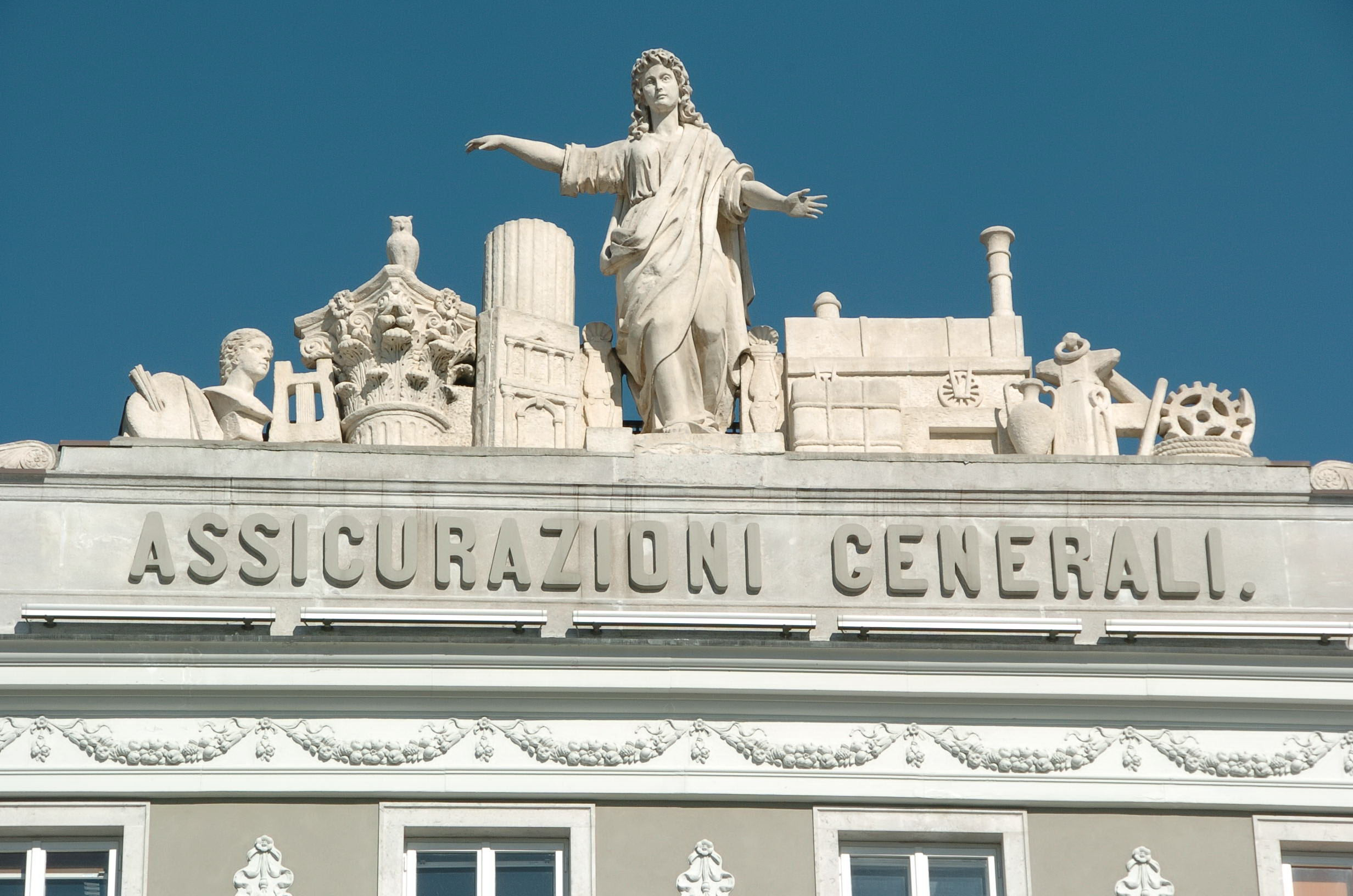
Détail du groupe sculptural en haut de la façade sur la Piazza Unità d'Italia.

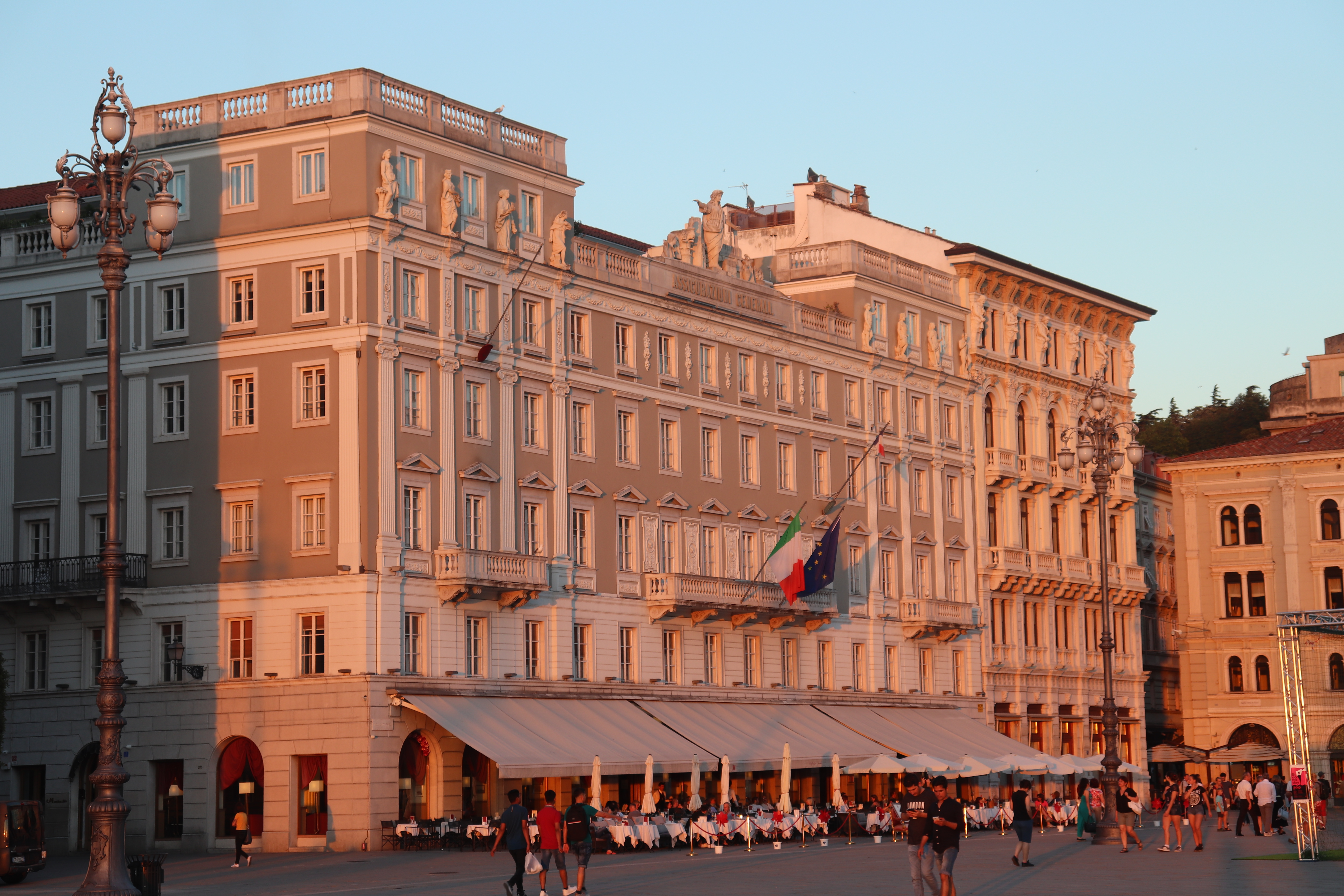
Comparaison entre les façades de la Piazza Unità d'Italia et du passo di Piazza.

Le bâtiment se caractérise par un plan rectangulaire avec un atrium intérieur. Les façades de la Piazza Unità d'Italia, du passo di Piazza et de la Via del Teatro présentent un corps central de cinq étages et deux corps latéraux surélevés d'un étage, tandis qu'à côté du quatrième côté se trouve le Palazzo Modello, conçu par l'architecte Giuseppe Bruni vers 1871.
L'apparence de la façade principale, sur la Piazza Unità d'Italia, est le résultat de la rénovation par Eugenio Geiringer et Giovanni Righetti en 1872 : aux deuxième et troisième étages, la présence des corps latéraux est accentuée par quatre lésènes cannelées avec des chapiteaux ioniques, tandis qu'à l'étage les lésènes laissent place à des décorations florales. Un décor de festons est également présent dans le cadre de couronnement du cinquième étage. Au-dessus des corps latéraux, dans les espaces entre les fenêtres, se trouvent quatre statues représentant des divinités classiques. Le corps central et les corps latéraux sont couronnés par un parapet en marbre qui reprend le motif des balcons situés au deuxième étage,.
Au sommet du corps central se trouve un groupe sculptural du sculpteur vénitien Luigi Zandomeneghi, commandé à l'origine par Antonio Buttazzoni pour la façade sur le passo di Piazza. La sculpture représente une grande figure féminine figurant Trieste entourée d'allégories de la Fortune et du Progrès : à droite de la figure féminine se trouve une locomotive comme celle que George Stephenson a fournie à l'Autriche en 1837, comme souhait de la construction d'une ligne de chemin de fer qui relierait Trieste et Vienne ; à côté de la locomotive se trouvent une roue dentée, une ancre, une pince, une enclume et un marteau, symbolisant le travail industriel. Sur le côté opposé de la figure féminine, une colonne et un chapiteau corinthiens, une cithare, un buste classique, une palette et un hibou, oiseau sacré pour Minerve, sont représentés pour symboliser les arts et la culture et la victoire de la raison sur les ténèbres. Sous le groupe sculptural, l'inscription « Assicurazioni Generali » rappelle l'acquisition du bâtiment par la compagnie d'assurances en 1846,.
Les façades sur le passo di Piazza et de la Via del Teatro sont plus simples que celle de la Piazza Unità d'Italia. En correspondance des deuxième et troisième étages, les lésènes cannelés se terminent ici par des chapiteaux doriques, et la balustrade de couronnement est toujours présente, tandis que les décorations florales, les statues et les tympans de couronnement des fenêtres du deuxième étage sont absents. Au centre de la façade sur le passo di Piazza, il y a un balcon avec une balustrade en fer forgé, tandis que la façade sur la Via del Teatro n'a pas de saillies.
À l'intérieur du palais se trouvent deux bas-reliefs d'Antonio Canova, représentant deux épisodes classiques avec la Mort tragique de Priam par le fils d'Achille, Néoptolème, en contraste avec la joyeuse Danse des fils d'Alcinoos,.